# Lamb Ness
Lamb Ness ist eine Halbinsel im Südosten der Orkneyinsel Stronsay in Schottland.
Auf dem Ness liegen zwei kahle Cairns A und B mit Durchmessern von etwa 10,5 (A) und 14,0 (B) Metern und Höhen von 0,5 (A) und 0,4 (B) m etwa 6,0 m auseinander. Die Überreste wurden zunächst als Reste alter Gebäude, wahrscheinlich einem Brough, eingestuft.
Die Oberseite von Cairn A, aus der fünf Platten durch den Rasen hervorstehen, deuten auf einen dreigliedrigen Stalled Cairn. Die Stümpfe der Platten liegen quer zur Ost-West-Achse. Die Abteile sind etwa 1,5, 1,35 und 1,8 m lang.
Cairn B scheint eine Struktur aus einer späteren Periode zu enthalten. Bei einem dritten Hügel ist unklar, ob er ein Steinhügel ist. Trotz der anhaltenden Diskussion, dass die L-förmige Struktur (The Danes Pier) auf der Südseite des Lamb Ness künstlich ist, wird heute von einer natürlichen Bildung ausgegangen. Parallelen auf Sanday und Papa Westray belegen dies.